# کلندرینگ

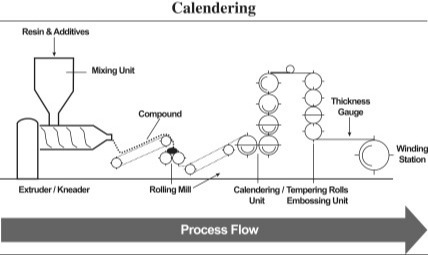
فرایند کالندرینگ

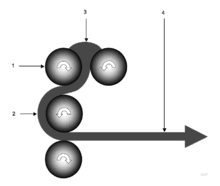
calender

کالندرینگ(به انگلیسی: calendering) یکی از روش‌های مهم و پرکاربرد در تولید ورق‌ها و فیلم‌های پلاستیکی است. این فرآیند به‌ویژه در تولید فیلم‌هایی با ضخامت یکنواخت، سطح صاف، و خواص فیزیکی دقیق اهمیت دارد. در این روش، مادهٔ پلیمری مذاب از میان چند غلتک گرم و دوار عبور داده می‌شود و در نهایت به شکل فیلم یا ورق خروجی پیدا می‌کند. کالندرینگ معمولاً برای پلیمرهای گرمانرم مانند PVC استفاده می‌شود و کاربردهای فراوانی در صنایع بسته‌بندی، ساختمان‌سازی، خودرو، پزشکی، و تبلیغات دارد.

### معرفی فرآیند کالندرینگ
فرآیند کالندرینگ شامل چند مرحلهٔ پیوسته است که طی آن مادهٔ پلیمری از حالت جامد (گرانول یا پودر) وارد اکسترودر شده و پس از ذوب، به شکل مذاب به غلتک‌های کالندر منتقل می‌شود. این غلتک‌ها با فشار و دمای کنترل‌شده مادهٔ مذاب را به ضخامت و عرض دلخواه شکل می‌دهند. در پایان، فیلم یا ورق پلیمری به‌وسیلهٔ سیستم خنک‌کننده و دستگاه جمع‌کننده به‌صورت رول بسته‌بندی می‌شود. مزیت اصلی این فرآیند، کنترل دقیق ضخامت و کیفیت سطحی بالا در محصول نهایی است.

## اجزای اصلی دستگاه کالندرینگ

### 1. اکسترودر
اکسترودر بخش ابتدایی دستگاه است و وظیفهٔ آن ذوب کردن یکنواخت مادهٔ پلیمری می‌باشد. مواد اولیه که معمولاً به‌صورت پودر یا گرانول هستند، پس از ورود به اکسترودر، توسط مارپیچ داخلی درون سیلندر تحت فشار قرار گرفته و به تدریج گرم می‌شوند تا به‌طور کامل ذوب شوند. کنترل دمای ناحیه‌های مختلف اکسترودر نقش مهمی در کیفیت مذاب نهایی دارد. اگر ذوب ناقص باشد یا ماده بیش از حد داغ شود، کیفیت محصول نهایی کاهش می‌یابد.

### 2. فیلتر مذاب
پس از خروج مذاب از اکسترودر، ماده وارد فیلتر یا screen pack می‌شود. وظیفهٔ این بخش، جداسازی ناخالصی‌ها و ذرات جامد است تا مذاب یکنواخت و تمیزی وارد غلتک‌ها شود. وجود ناخالصی در جریان مذاب می‌تواند باعث ایجاد نقاط معیوب در فیلم شود.

### 3. غلتک‌های کالندر (Calender Rolls)
قلب فرآیند کالندرینگ، غلتک‌هایی هستند که معمولاً بین سه تا پنج عدد هستند و در چیدمان خاصی نسبت به هم قرار می‌گیرند (مثل Z یا I). این غلتک‌ها از جنس فولاد مقاوم در برابر حرارت ساخته می‌شوند و هر کدام دارای سیستم گرمایش داخلی (روغن داغ یا بخار) برای کنترل دمای دقیق هستند. فاصله بین غلتک‌ها، سرعت چرخش، و دمای آن‌ها به‌طور دقیق تنظیم می‌شود تا فیلم تولیدشده ضخامت و کیفیت یکنواختی داشته باشد. ترتیب و زاویهٔ قرارگیری غلتک‌ها می‌تواند بر خواص مکانیکی و نهایی فیلم اثر بگذارد.

### 4. سیستم خنک‌کننده
پس از شکل‌گیری فیلم یا ورق، محصول باید به سرعت خنک شود تا از تغییر شکل در ادامهٔ مسیر جلوگیری شود. سیستم خنک‌کننده ممکن است شامل غلتک‌های سرد، هوا یا حتی حمام آب باشد. هدف این بخش کاهش سریع دمای محصول و تثبیت ابعاد آن پیش از جمع‌آوری است.

### 5. سیستم کشش و جمع‌آوری
در انتهای خط کالندر، فیلم تولیدشده وارد بخش کشش و جمع‌کننده می‌شود. در این بخش، تنش ایجادشده در مسیر حرکت فیلم کنترل می‌شود تا از چروک یا تغییر شکل جلوگیری شود. در نهایت، فیلم به‌صورت رول منظم جمع‌آوری شده و برای بسته‌بندی و حمل آماده می‌شود.

## مواد مورد استفاده در کالندرینگ
در فرآیند کالندرینگ، معمولاً از پلیمرهای گرمانرم استفاده می‌شود؛ موادی که هنگام حرارت‌دهی نرم شده و هنگام خنک‌کاری دوباره سفت می‌شوند.

### پلی‌وینیل کلراید (PVC):

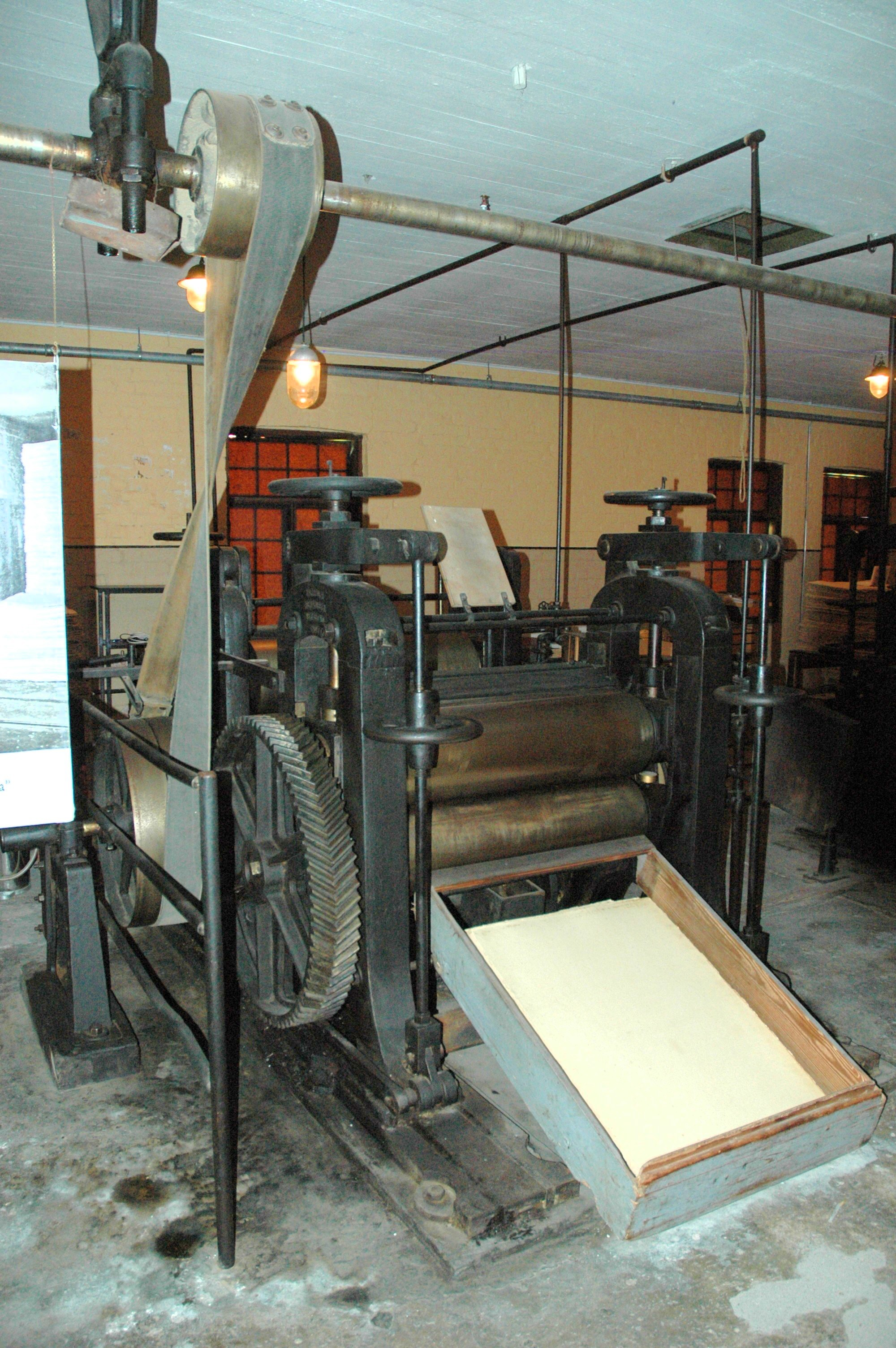
calender

- calenderپرکاربردترین ماده در کالندرینگ است. این پلیمر دارای ویسکوزیته بالا در حالت مذاب بوده و به‌راحتی شکل‌پذیر است. همچنین می‌توان با افزودنی‌هایی مانند پلاستی‌سایزرها، خواص مکانیکی و انعطاف‌پذیری آن را تغییر داد.

### پلی‌اتیلن ترفتالات (PET):
- برای فیلم‌های مقاوم و شفاف کاربرد دارد. کنترل دقیق دما برای جلوگیری از تبلور ناخواسته در PET ضروری است.

### اتیلن وینیل استات (EVA)وTPO:
- برای کاربردهای خاص مانند کف‌پوش‌های مقاوم در برابر ضربه یا فیلم‌های بسته‌بندی استفاده می‌شوند.

## مراحل فرآیند کالندرینگ
1. اختلاط اولیه مواد: ترکیب پودر PVC با افزودنی‌هایی نظیر روان‌کننده‌ها، پایدارکننده‌ها، رنگ‌دانه و پلاستی‌سایزر، در یک میکسر انجام می‌شود. این مرحله بر کیفیت نهایی اثر مستقیم دارد.
2. ذوب در اکسترودر: مواد ترکیب‌شده وارد اکسترودر شده و تحت فشار و حرارت ذوب می‌شوند.
3. عبور از غلتک‌ها: مذاب از بین غلتک‌های گرم عبور می‌کند تا به ضخامت و شکل مطلوب برسد.
4. خنک‌کاری و تثبیت: فیلم داغ باید سریع خنک شود تا خواص مکانیکی و ابعادی آن تثبیت شود.
5. جمع‌آوری نهایی: فیلم تولیدشده روی رول پیچیده می‌شود و آمادهٔ استفاده یا برش و بسته‌بندی است.

## مزایای فرآیند کالندرینگ
- کنترل دقیق ضخامت: یکی از بزرگ‌ترین مزایای این فرآیند، امکان تنظیم و حفظ ضخامت با دقت بالا در کل عرض فیلم است. این ویژگی برای کاربردهایی که به تلورانس پایین نیاز دارند، بسیار حیاتی است.
- سطح صاف و براق: به دلیل تماس مستقیم با غلتک‌های صیقلی، سطح فیلم تولیدشده بسیار صاف، براق و یکنواخت خواهد بود. این موضوع در کاربردهایی مثل تبلیغات یا روکش‌های تزئینی اهمیت دارد.
- مناسب برای تولید انبوه: دستگاه‌های کالندر قابلیت تولید پیوسته با ظرفیت بالا دارند و برای خطوط صنعتی بزرگ بسیار مناسب هستند.
- قابلیت استفاده از ترکیبات خاص: با تنظیم ترکیب مواد اولیه، می‌توان خواصی مثل شفافیت، انعطاف‌پذیری، مقاومت مکانیکی یا مقاومت در برابر مواد شیمیایی را تغییر داد.
- قابلیت چندلایه شدن (در مدل‌های خاص): برخی خطوط کالندرینگ امکان ترکیب چند لایه مختلف به‌صورت همزمان را فراهم می‌کنند که در صنایع بسته‌بندی بسیار مفید است.

## محدودیت‌ها و چالش‌ها
فرآیند کالندرینگ با وجود دقت بالا، دارای محدودیت‌هایی نیز هست. یکی از مهم‌ترین چالش‌ها، حساسیت زیاد به دما و فشار است که ممکن است منجر به ناهماهنگی در ضخامت فیلم شود. این فرآیند تنها با برخی پلیمرهای خاص با ویسکوزیته مناسب قابل اجراست، و همین موضوع دایره انتخاب مواد را محدود می‌کند. همچنین نگهداری و تنظیم دقیق فاصله غلطک‌ها نیازمند هزینه و دقت بالاست. تولید اشکال پیچیده یا ضخامت‌های زیاد نیز با این روش دشوار است. از منظر زیست‌محیطی، انتشار گازهای مضر در برخی مواد مانند PVC می‌تواند نیاز به تهویه و ایمنی بیشتری داشته باشد. علاوه بر این، هزینه بالای سرمایه‌گذاری اولیه و نیاز به تولید در مقیاس بالا، این روش را برای واحدهای کوچک کمتر مقرون‌به‌صرفه می‌سازد. کنترل دقیق فرآیند نیز به اپراتور ماهر و سیستم‌های کنترلی پیشرفته نیاز دارد.

## کاربردهای صنعتی
کالندرینگ در صنایع مختلف استفاده می‌شود. برخی از کاربردهای رایج شامل موارد زیر است:
- بسته‌بندی صنعتی و غذایی: تولید فیلم‌هایی با مقاومت بالا و قابلیت چاپ‌پذیری خوب برای بسته‌بندی مواد مختلف.
- کف‌پوش‌های وینیل و دیوارپوش‌ها: استفاده گسترده در ساخت‌وساز به‌ویژه در ساختمان‌های اداری و تجاری.
- قطعات داخلی خودرو: مانند روکش صندلی، داشبورد، پنل‌های در و تزئینات داخلی.
- محصولات پزشکی: مثل دستکش‌ها، روکش‌های یک‌بار مصرف، و ملحفه‌های بیمارستانی.
- فیلم‌های گرافیکی و تبلیغاتی: بنر، پوستر و فیلم‌های وینیل برای چاپ دیجیتال و فضای باز.